# سازمان وحدت کمونیستی
سازمان وحدت کمونیستی  (به اختصار: سوک) سازمانی مارکسیست بود که در جنبش دانشجویی خارج از ایران ریشه داشت و علیه رژیم سلطنتی دودمان پهلوی و سپس نظام جمهوری اسلامی ایران فعالیت می‌کرد. این سازمان پیش از انقلاب ۱۳۵۷، گروه ستاره نام داشت و سپس به گروه اتحاد کمونیستی تغییر نام داد و در نهایت نام سازمان وحدت کمونیستی را برگزید.

## پیشینه

### گروه ستاره و جبهۀ ملی خاورمیانه
در اواخر دهۀ ۱۳۴۰ خورشیدی جمعی از دانشجویان در کنفدراسیون جهانی محصلین و دانشجویان ایرانی-اتحادیه ملی با گرایش ضدامپریالیستی که به جبهۀ ملی ایران نیز گرایش داشتند گروهی کوچک به نام گروه ستاره تشکیل دادند. گروه ستاره در سال ۱۳۴۹ به منظور انتقال و گسترش دامنۀ فعالیت خود به داخل کشور جریانی را در  تحت عنوان سازمان‌های جبهه ملی ایران در خارج از کشور (بخش خاورمیانه) تأسیس کرد و اقدام به انتشار دورۀ چهارم نشریۀ باختر امروز به‌ عنوان ارگان رسمی خود کرد که در آن به تبلیغ مبارزۀ مسلحانه به عنوان راه نجات ایران می‌پرداخت. گروه ستاره در این زمان افرادی را به منطقۀ خاورمیانه و مشخصاً فلسطین فرستاد و با سازمان‌های انقلابی فلسطینی ارتباط برقرار کرد. گروه ستاره در فلسطین چند رادیو و ازجمله «رادیو میهن‌پرستان» را ‌راه‌اندازی کرد و در جنگ اعراب و اسرائیل در اکتبر ۱۹۷۳ نیز شرکت کرد.

### پروسۀ تجانس
گروه ستاره همچنین ارتباطاتی را با گروه احمدزاده-پویان برقرار کرد که با آغاز مبارزۀ مسلحانه و انجام عملیات سیاهکل گسسته‌شد و تا سال ۱۳۵۲ دوباره برقرار نشد. از سال ۱۳۵۲ گروه ستاره و گروه دوم که به همراه محفل‌های دیگر به سازمان چریک‌های فدایی خلق‌ایران تبدیل شده‌بود مجدداً در ارتباط با یکدیگر قرار گرفتند و روندی را آغاز کردند که پروسۀ تجانس نامیده شد. طی این روند گروه ستاره منوچهر حامدی را به صورت مخفیانه به ایران اعزام کرد تا با ضمن زندگی کردن در خانه‌های تیمی چریک‌های فدایی خلق با آن‌ها به تبادل نظر بپردازد که این روند با کشته شدن وی در درگیری مسلحانه در رشت در سال ۱۳۵۵ همراه شد. با این وجود پروسۀ تجانس به دلیل بروز اختلافات میان دو گروه متوقف ماند. گروه ستاره بعداً علت توقف پروسۀ تجانس را بروز گرایش‌های مائویستی و استالینیستی در درون سازمان چریک‌های فدایی و موضع‌گیری‌های نمایندگان آن سازمان در خارج از کشور اعلام کرد.
گروه ستاره از طریق جبهۀ ملی خاورمیانه از سال ۱۳۴۹ با افراد سازمان مجاهدین خلق ایران نیز ارتباط برقرار کردند و این رابطه را تا سال ۱۳۵۴ و تغییر ایدئولوژی در این سازمان ادامه دادند. در پی تغییر ایدئولوژی در این سازمان و متعاقباً وقوع درگیری میان دو طیف سازمان، گروه ستاره موضع مخالف خود را در قبال این رخداد و روش و نظریات عاملان آن در سه دفتر منتشر کرد.

### فعالیت در خاورمیانه
با این وجود فعالیت گروه ستاره در فلسطین و دیگر مناطق خاورمیانه ادامه یافت و این گروه اقدامات متعددی در این رابطه به انجام رساند. از جملۀ‌این فعالیت‌ها می‌توان به همکاری سیاسی و نظامی با سازمان‌های انقلابی کمونیست در فلسطین و ترکیه، شرکت در مبارزۀ مسلحانه جنبش آزادی‌بخش ظفار در عمان، شرکت در جنگ داخلی لبنان و جنگ مه ۱۹۷۷ در جنوب لبنان علیه اسرائیل، سازمان‌دهی فعالیت‌های آموزشی-نظامی نیروهای انقلابی ایرانی و تدارک تجهیزات نظامی و فنی، فعالیت‌های انتشاراتی و تبلیغاتی در چارچوب جبهۀ ملی خاورمیانه به صورت‌های مختلف همچون ادامۀ فعالیت رادیو میهن‌پرستان، ایجاد رادیو سروش برای آموزش‌های نظری، ادامۀ ‌انتشار باختر امروز، انتشار ایران الثوره (انقلاب ایران) به زبان عربی و مشارکت در انتشار ۷ شماره از گاه‌نامۀ عصر عمل برای دفاع از مبارزۀ مسلحانه در ایران.

### تغییر نام
از بهار ۱۳۵۶ فعالان گروه ستاره نام خود را به گروه اتحاد کمونیستی تغییر دادند.

### فعالیت در ایران و کردستان
سازمان وحدت کمونیستی از میان اعضا و هواداران خود کمیته‌های کارگری و دانشجویی تشکیل می‌داد و از طریق این کمیته‌ها نشریه‌های مختلفی را در فضاهای دانشجویی و کارگری منتشر می‌کرد. سازمان در شهرستان‌های مختلفی به فعالیت می‌پرداخت و با وقوع درگیری در کردستان نه تنها به حمایت از مردم کُرد و سازمان‌های انقلابی درگیر در این جنگ کرد، بلکه یکی از کادرهای سازمان به نام مرتضی سیداسماعیل (ابوشاهین) که در کردستان به کاک فواد عرب ملقب شده‌بود در جنگ کردستان توسط نیروهای سپاه پاسداران کشته‌شد.

### ضربۀ خرداد ۱۳۶۹ و توقف فعالیت
در سال ۱۳۶۲ «کمیتۀ خارج از کشور» سازمان تشکیل شد. اگرچه سازمان وحدت کمونیستی در سال ۱۳۶۹ مورد حملات گسترده‌ای از جانب جمهوری اسلامی ایران قرار گرفت،‌ اما کمیتۀ خارج از کشور توانست فعالیت خود را به ویژه در زمینۀ انتشارات ادامه دهد. با این وجود ضربات خرداد ۱۳۶۹ و دستگیری گستردۀ اعضا و هواداران سازمان وحدت کمونیستی و صدور احکام زندان برای آن‌ها سبب متوقف شدن فعالیت‌های این سازمان ابتدا در داخل و سپس در خارج از ایران شد.

## مواضع
گروه ستاره نسبت به سوسیالیسم اردوگاهی موضعی مخالف داشت و نه شوروی،‌ نه چین و نه آلبانی و دیگر کشورهای بلوک شرق را سوسیالیستی نمی‌دانست و معتقد بود که فعالیت کمونیستی می‌باید بدون وابستگی به این جریان‌ها انجام شود. سازمان استالینیسم، مائویسم و تروتسکیسم هر سه به عنوان انحراف از مارکسیسم در نظر می‌گرفت.
علاوه بر این سازمان وحدت کمونیستی بر ضرورت دموکراسی، مبارزه برای آزادی‌های سیاسی و ضدیت با مجازات اعدام پافشاری می‌کرد. همچنین حمایت از مبارزات مردم فلسطین و جنبش‌های رهایی‌بخش در آمریکای لاتین، آفریقا و آسیا بخشی از مواضع سازمان وحدت کمونیستی بود. سازمان وحدت کمونیستی با اقتدارگرایی در درون تشکیلات کمونیستی مخالف بود و در راستای مقابله با گرایش‌های اقتدارگرا در درون سازمان، از تز «دموکراسی مرکزیت‌یافته» در برابر «سانترالیسم دموکراتیک» که توسط سازمان‌های چپ دیگر ترویج می‌شد دفاع می‌کرد. شکل سازمان‌یابی سازمان وحدت کمونیستی نیز در تبعیت از تز «دموکراسی مرکزیت‌یافته» بدین شکل بود که کمیتۀ هماهنگی جایگزین کمیتۀ مرکزی شد و اختیار تصمیم‌گیری سیاسی مستقل از کمیتۀ هماهنگی سلب شد. کمیتۀ‌هماهنگی تنها در همراهی با کمیسیون‌ها و اعضای سازمان حق تصمیم‌گیری داشت و تنها می‌باید به هماهنگ کردن فعالیت‌ها می‌پرداخت. همۀ اعضای سازمان از حق انتخاب در کمیتۀ هماهنگی برخوردار بودند و حتی برخی نظرات مخالف اعضا دربارۀ مواضع سازمان در نشریات آن مانند رهایی بازتاب می‌یافت. همچنین حق تشکیل فراکسیون مورد تأیید سازمان قرار گرفته‌بود که در سال ۱۳۵۹ مورد استفادۀ برخی از اعضا قرار گرفت.
سازمان وحدت کمونیستی انقلاب سوسیالیستی در ایران را یک انقلاب اجتماعی -و نه فقط سیاسی- می‌دانست که تنها با کنار زدن قدرت و تسخیر آن پایان نمی‌یابد.

## اعضا
اعضای بنیان‌گذار و مشهور این گروه حسن ماسالی و خسرو کلانتری بودند. از اعضای دیگر سازمان می‌توان به خسرو پارسا اشاره کرد.
فریبرز رئیس‌دانا در مستندی از بی‌بی‌سی فارسی ضمن بیان عضویت خودش در این سازمان در سال‌های پس از انقلاب ۱۳۵۷، ادعای عضویت احمد شاملو در این سازمان را مطرح می‌کند.

## سازمان و گروه‌های چریکی
با عملیات سیاهکل و پیدایش جنبش چریکی ایران، این مارکسیست‌های جوان شروع به سازماندهی مستقل کردند. گروه به فعالیت‌هایش در داخل کنفدراسیون دانشجویان ایرانی ادامه داد و به حمایت فعالانه از جنبش چریکی پرداخت.
در اوایل دهه ۱۳۵۰، جنبش‌های چریکی، چه سازمان چریک‌های فدایی خلق ایران و چه سازمان مجاهدین خلق ایران، به علت ضعف خود در خارج از کشور، از این گروه تازه و پشتیبانی‌اش استقبال کردند. بین سال‌های ۱۳۴۹ تا ۱۳۵۲، اتحاد کمونیستی با هر دو سازمان همکاری می‌کرد و از سال ۱۳۵۲ ساختار فرماندهی چریک‌های فدایی را پذیرفت. در حالی که دو سازمان در خارج همکاری نزدیکی داشتند، پیرامون اختلافات خود به تبادل بحث و جدل نوشتاری می‌پرداختند که تبادل نظرهای زنده و پرباری را فراهم آورد که در تاریخ کمونیسم ایران نادر بود؛ هرچند از اتحاد دو جریان جلوگیری کرد. اتحاد کمونیستی با طرح لنینیسم و استفاده از برهان‌های تروتسکی علیه استالین و استالینیسم، از چریک‌های فدایی فاصله گرفت. مجموعهٔ این بحث‌ها را اتحاد کمونیستی در جزوه‌ای به نام «استالینیسم» منتشر ساخت. دور بعدی بحث بر سر مائوئیسم متمرکز شد و باز هم دو گروه خود را در دو سر مخالف طیف یافتند و احتمال وحدت باز هم کاهش یافت. تصفیه‌های درونی چریک‌های فدایی نیز مناسباتی را که تا آن هنگام نیز تنش‌زا بود، وخیم‌تر کرد و سرانجام در اوایل سال ۱۳۵۵، پیوندها گسسته شد.
گروه، ارتباطات خود را با مجاهدین مسلمان تا سال ۱۳۵۴ و پیش از تصفیه‌های درونی در این سازمان حفظ کرد. اتحاد کمونیستی تنها گروه مارکسیست ایرانی بود که با تصفیه‌های خونین مجاهدین اکیداً مرزبندی کرد و سازمان را آشکارا محکوم کرد. مجاهدین (مارکسیست) نیز نه تنها بر سر این تصفیه‌ها دست به اقدام متقابل زدند، بلکه فداییان را نیز به علت ارتباط با اتحاد کمونیستی مورد انتقاد قرار دادند.

## پس از انقلاب ۱۳۵۷
سازمان وحدت کمونیستی یکی از معدود گروه‌های مارکسیستی بود که اعتقاد داشت که انقلاب اجتماعی در ایران باید ماهیت سوسیالیستی داشته باشد.
سازمان وحدت کمونیستی، پس از انقلاب ۱۳۵۷ با انتشار دیدگاه‌هایش و انتقاد از گروه‌های دیگر، به نقش خود به عنوان یک محفل کوچک روشنفکری ادامه داد. بین سال‌های ۱۳۵۸ و ۱۳۶۰ «رهایی» را به عنوان نشریۀ رسمی خود منتشر می‌کرد، با هر دو جناح جمهوری اسلامی (مکتبی‌ها و لیبرال‌ها) به مخالفت برخاست، درگیر فعالیت‌های توده‌ای نشد و پس از سال ۱۳۶۰ به فعالیت‌های انتشاراتی محدودی دست زد.